# Arcadia (Flórida)
Arcadia é a única cidade localizada no estado americano da Flórida, no condado de DeSoto, do qual é sede. Foi incorporada em 1886.

## Geografia
De acordo com o United States Census Bureau, a cidade tem uma área de 10,59 km², onde 10,57 km² estão cobertos por terra e 0,02 km² por água.

### Localidades na vizinhança
O diagrama seguinte representa as localidades num raio de 40 km ao redor de Arcadia.

## Demografia
Segundo o censo nacional de 2010, a sua população é de 7 637 habitantes e sua densidade populacional é de 722,71 hab/km². Possui 2 955 residências, que resulta em uma densidade de 279,64 residências/km².